# 嗅覚受容神経
嗅覚受容神経（きゅうかくじゅようしんけい）あるいは嗅神経は、嗅覚系において主要な変換細胞である。

## 脊椎動物
ヒトにはおよそ4000万個の嗅覚受容神経がある。脊椎動物では嗅覚受容神経は鼻腔の嗅上皮上に位置する。双極神経であり、鼻腔内腔に面する樹状突起と、嗅神経に沿って嗅球に伸びる軸索を持つ。

### 構造
多くの小さな繊毛が嗅覚受容細胞の樹状突起から嗅上皮表面を覆う粘膜に向かって突き出ている。これらの繊毛は、Gタンパク共役受容体の一種である嗅覚受容体を有する。各々の嗅覚受容細胞は1種類の嗅覚受容体しか持たないが、多くの隔たった嗅覚受容細胞は同じ種類の嗅覚受容体を持つ。同種類の嗅覚受容細胞の軸索が集中し嗅球の糸球体を形成している。

### 機能
嗅覚受容体は多様なにおい分子に結合出来る。活性化された嗅覚受容体は次々と細胞内のGタンパク質GOLFを活性化し、アデニル酸シクラーゼとサイクリンAMPの産生物が細胞膜のイオンチャネルを開ける。それによりナトリウムイオンとカリウムイオンが細胞内に流入するが、この陽イオンの流入によって神経が脱分極化し、活動電位が発生するのである。

### 再生
個々の嗅覚受容体は嗅上皮にある神経幹細胞によって、およそ40日ごとに置き換えられる。嗅覚受容細胞の再生は中枢神経系の成熟神経細胞における稀な例の一つとして、多大な興味を引き起こし成熟個体の神経の発生と分化経路分析の対象となるのである。

## 昆虫
昆虫では嗅覚受容神経は通例触角に位置する。脊椎動物とよく似て、感覚神経からの軸索は触角葉にある糸球体に集中する。

## 研究
ネズミの嗅覚細胞を遺伝子操作で取り除いた結果ネコを怖がらなくなる。